# Filmografia Snoop Dogga

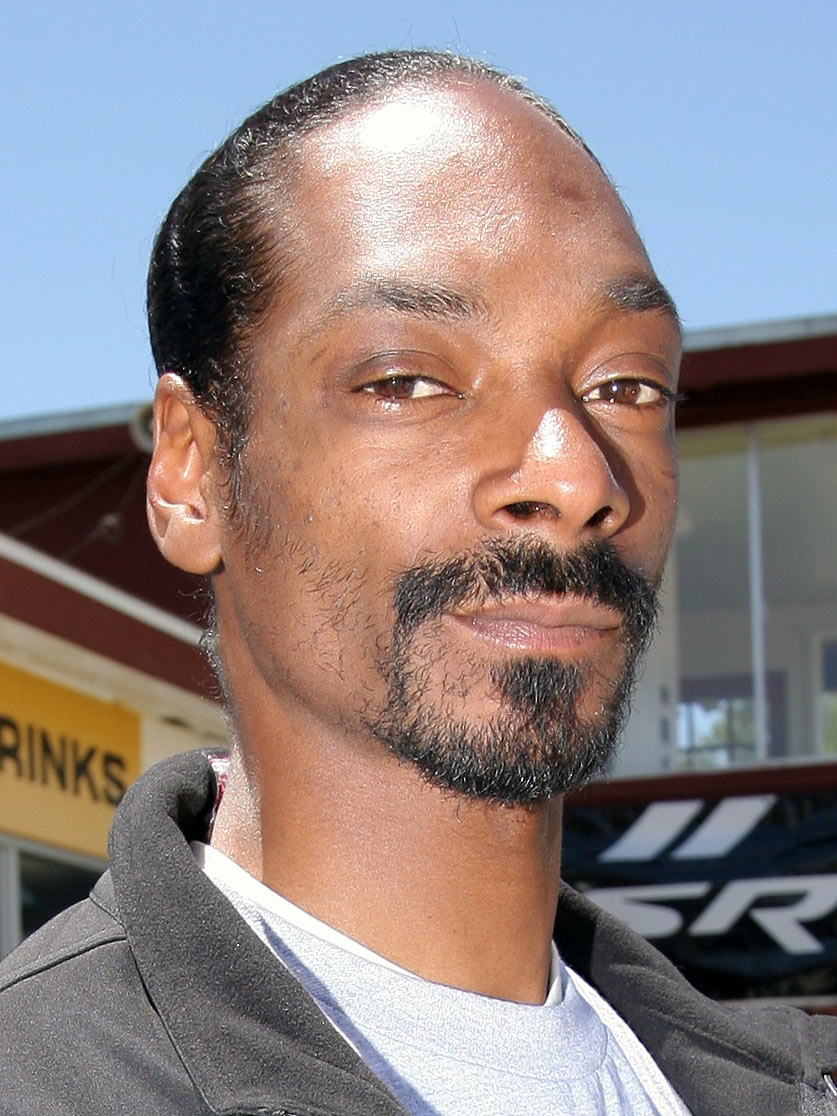
Calvin Cordozar Broadus Jr.

Poniżej została przedstawiona filmografia amerykańskiego rapera i aktora, Snoop Dogga. Jako aktor wystąpił w filmie nagrodzonym Oscarem - Dzień próby z 2001 roku, ale i w innych produkcjach.

## Filmy pełnometrażowe
| Tytuł                         | Rok  | Rola                              |
| ----------------------------- | ---- | --------------------------------- |
| Żółtodzioby                   | 1998 | jako Scavenger Smoker             |
| Caught Up                     | 1998 | jako Kool Kitty Kat               |
| Ostra jazda                   | 1998 | jako Mente                        |
| Documentary of Shawn          | 1998 | jako Brian                        |
| Da Game of Life               | 1998 | jako Smooth                       |
| Whiteboys                     | 1999 | cameo                             |
| Crime Partners                | 2001 | jako Sam                          |
| Baby Boy                      | 2001 | jako Rodney                       |
| Dzień próby                   | 2001 | jako Blue                         |
| Bones                         | 2001 | jako Jimmy Bones                  |
| The Wash: Hiphopowa myjnia    | 2001 | jako Dee Loc                      |
| Old School: Niezaliczona      | 2003 | cameo                             |
| Pauly Shore Is Dead           | 2003 | cameo                             |
| Raperzy z Malibu              | 2003 | cameo                             |
| Starsky i Hutch               | 2004 | jako Huggy Bear                   |
| Soul Plane                    | 2004 | jako Antonio Mack                 |
| The L.A. Riot Spectacular     | 2005 | jako narrator                     |
| Boss'n Up                     | 2005 | jako Cordé Christopher            |
| The Tenants                   | 2006 | jako Willie Spearmint             |
| Piekielne sąsiedztwo          | 2006 | jako HOH/Devon                    |
| Król z przypadku              | 2008 | jako on sam                       |
| Down for Life                 | 2009 | jako Mr. Hightower                |
| Miłość z 5-tej Alei           | 2009 | jako Raul                         |
| Brüno                         | 2009 | cameo                             |
| Malice n Wonderland           | 2010 | jako Malice                       |
| The Big Bang                  | 2011 | jako Puss                         |
| Mac & Devin Go To High School | 2012 | jako Mac                          |
| Straszny film 5               | 2013 | jako on sam                       |
| Day Shift (Dzienna zmiana)    | 2022 | Big John Elliott (łowca wampirów) |
| The UnderDoggs                | 2024 | Jaycen "Two Js" Jennings          |

## Seriale telewizyjne
| Tytuł                 | Rok       | Rola                                  | Uwagi                                                                         |
| --------------------- | --------- | ------------------------------------- | ----------------------------------------------------------------------------- |
| Ja się zastrzelę      | 2001      | jako on sam                           | odc. pt. Finch in the Dogg House                                              |
| Bobby kontra wapniaki | 2001      | jako Alabaster Jones                  | odc. pt. Ho, Yeah!                                                            |
| Las Vegas             | 2004      | jako on sam                           | odc. pt. Two of a Kind                                                        |
| Słowo na L            | 2004      | jako Slim Daddy                       | odc. pt. Liberally i Luck, Next Time                                          |
| Chappelle’s Show      | 2004      | jako Dangle the puppet, i jako on sam | odc. pt. Music Jump-Off i #2.10                                               |
| Trawka                | 2006      | jako on sam                           | odc. pt. MILF Money                                                           |
| Ekipa                 | 2007      | jako on sam                           | odc. pt. The Dream Team                                                       |
| Detektyw Monk         | 2007      | jako Murderuss                        | odc. pt. Mr. Monk and the Rapper                                              |
| Robot Chicken         | 2007      | jako on sam                           | odc. pt. Squaw Bury Shortcake                                                 |
| Tylko jedno życie     | 2008-2010 | jako on sam                           | odc. pt. Do the Dogg, Uncle-cest Is Best i Dogg Day Afternoon                 |
| Brothers              | 2009      | jako Kenny                            | odc. pt. Snoop Returns i Snoop/Fat Kid                                        |
| Big Time Rush         | 2010      | jako on sam                           | odc. pt. Big Time Christmas: Part 1 i Big Time Christmas: Part 2              |
| 90210                 | 2011      | jako on sam                           | odc. pt. Blue Naomi                                                           |
| Wirtualna liga        | 2013      | jako on sam                           | odc. pt. Chalupa vs. The Cutlet                                               |
| Imperium              | 2015      | jako on sam                           | odc. pt. Die But Once                                                         |
| Chlopaki z baraków    | 2016      | jako on sam                           | odc. pt. Thugged Out Gangsta Shit, Up in Smoke We Go i The Super Bling Cowboy |

## Seriale dokumentalne
| Tytuł                                                | Rok       | Rola        | Uwagi                                                                         | Źródło |
| ---------------------------------------------------- | --------- | ----------- | ----------------------------------------------------------------------------- | ------ |
| True Life                                            | 1999      | jako on sam | odc. pt. I'm Driving While Black                                              | [ 1 ]  |
| Behind the Music                                     | 1999-2000 | jako on sam | odc. pt. Snoop Dogg i Dr. Dre                                                 | [ 2 ]  |
| Say It Loud: A Celebration of Black Music in America | 2001      | jako on sam | odc. pt. Pursuing the Dream                                                   | [ 3 ]  |
| Unsung                                               | 2009-2015 | jako on sam | odc. pt. Nate Dogg, Gil Scott-Heron, Too $hort, Zapp & Roger i Bootsy Collins | [ 4 ]  |

## Filmy animowane
| Tytuł                             | Rok  | Rola                   | Uwagi             | Źródło |
| --------------------------------- | ---- | ---------------------- | ----------------- | ------ |
| Zebra z klasą                     | 2005 | jako Lightning         | rola dubbingowana | [ 5 ]  |
| Artur i Minimki                   | 2006 | jako Max               | rola dubbingowana | [ 6 ]  |
| Artur i zemsta Maltazara          | 2009 | jako Max               | rola dubbingowana | [ 7 ]  |
| Futurama: W zielonej dzikiej dali | 2009 | jako Snoop Dogg's Head | rola dubbingowana | [ 8 ]  |
| Turbo                             | 2013 | jako Smoove Move       | rola dubbingowana | [ 9 ]  |
| SpongeBob Film: Na ratunek        | 2020 | jako The Gambler       | rola aktorska     | [ 10 ] |

## Filmy dokumentalne
| Tytuł                                                      | Rok  | Źródło |
| ---------------------------------------------------------- | ---- | ------ |
| The Show                                                   | 1995 | [ 11 ] |
| Rap: Looking for the Perfect Beat                          | 1995 | [ 12 ] |
| Straight from the Streets                                  | 2000 | [ 13 ] |
| Journey of Dr. Dre                                         | 2000 | [ 14 ] |
| The Up in Smoke Tour                                       | 2000 | [ 15 ] |
| Welcome to Death Row                                       | 2001 | [ 16 ] |
| Michael Jackson: 30th Anniversary Celebration              | 2001 | [ 17 ] |
| Doggystyle                                                 | 2001 | [ 18 ] |
| Xzibit: Restless Xposed                                    | 2001 | [ 19 ] |
| HipHop Story: Tha Movie                                    | 2001 | [ 20 ] |
| Gonna Meet a Rock Star                                     | 2001 | [ 21 ] |
| It's Black Entertainment                                   | 2002 | [ 22 ] |
| Tupac Shakur: Thug Angel                                   | 2002 | [ 23 ] |
| American Rap Stars                                         | 2002 | [ 24 ] |
| Hustlaz: Diary of a Pimp                                   | 2002 | [ 25 ] |
| Hip-Hop VIPs                                               | 2002 | [ 26 ] |
| The Real Cancun                                            | 2003 | [ 27 ] |
| C-Walk: It's a Way of Livin                                | 2003 | [ 28 ] |
| Bigg Snoop Dogg: Raw 'N Uncut Vol. 1                       | 2003 | [ 29 ] |
| Hip Hop Babylon 2                                          | 2003 | [ 30 ] |
| Scarface: Origins of a Hip Hop Classic                     | 2003 | [ 31 ] |
| Beef III                                                   | 2005 | [ 32 ] |
| Letter to the President                                    | 2005 | [ 33 ] |
| Katt Williams: The Pimp Chronicles Pt. 1                   | 2006 | [ 34 ] |
| Jamie Foxx: Unpredictable                                  | 2006 | [ 35 ] |
| DPG Eulogy                                                 | 2006 | [ 36 ] |
| Rap Sheet: Hip-Hop and the Cops                            | 2006 | [ 37 ] |
| Comedy Central Roast of Flavor Flav                        | 2007 | [ 38 ] |
| Big Pun: The Legacy                                        | 2008 | [ 39 ] |
| Johnny Cash's America                                      | 2008 | [ 40 ] |
| Mics on Fire                                               | 2010 | [ 41 ] |
| Biebermania                                                | 2011 | [ 42 ] |
| Soulja Boy: The Movie                                      | 2011 | [ 43 ] |
| Planet Rock: The Story of Hip-Hop and the Crack Generation | 2011 | [ 44 ] |
| Nothing But the Beat                                       | 2011 | [ 45 ] |
| Justin Bieber: Never Say Never                             | 2011 | [ 46 ] |
| Something from Nothing: The Art of Rap                     | 2012 | [ 47 ] |
| Reincarnated                                               | 2012 | [ 48 ] |
| Take Me to the River                                       | 2014 | [ 49 ] |
| Kultura na haju                                            | 2014 | [ 50 ] |
| The Secret to Ballin                                       | 2015 | [ 51 ] |
| Coach Snoop                                                | 2016 | [ 52 ] |

## Producent wykonawczy
| Tytuł                                                               | Rok       | Źródło |
| ------------------------------------------------------------------- | --------- | ------ |
| Snoop Doggy Dogg: Smokefest 1996 Tour Video                         | 1999      | [ 53 ] |
| Tha Eastsidaz                                                       | 2000      | [ 54 ] |
| The Wash: Hiphopowa myjnia                                          | 2001      | [ 55 ] |
| Snoopadelic Films Presents: Welcome to tha House - The Doggumentary | 2002      | [ 56 ] |
| Hustlaz: Diary of a Pimp                                            | 2002      | [ 25 ] |
| Doggy Fizzle Televizzle                                             | 2002-2003 | [ 57 ] |
| Boss'n Up                                                           | 2005      | [ 58 ] |
| DPG DVD Magazine Issue 1: Sept-Oct 2006                             | 2006      | [ 59 ] |
| Hood of Horror                                                      | 2006      | [ 60 ] |
| Snoop Dogg's Father Hood                                            | 2007      | [ 61 ] |
| Dogg After Dark                                                     | 2009      | [ 62 ] |
| Down for Life                                                       | 2009      | [ 63 ] |
| Snoop Dogg Presents: The Bad Girls of Comedy                        | 2012      | [ 64 ] |
| Reincarnated                                                        | 2012      | [ 48 ] |
| Uprising: Hip Hop and the LA Riots                                  | 2012      | [ 65 ] |
| Take Me to the River                                                | 2014      | [ 49 ] |
| GGN: Snoop Dogg's Double G News Network                             | 2011-2016 | [ 66 ] |
| Coach Snoop                                                         | 2016      | [ 52 ] |

## Reżyser
| Tytuł                                                                 | Rok  | Źródło |
| --------------------------------------------------------------------- | ---- | ------ |
| Hustlaz: Diary of a Pimp                                              | 2002 | [ 25 ] |
| Bigg Snoop Dogg Presents: The Adventures of Tha Blue Carpet Treatment | 2008 | [ 67 ] |
| Snoop Doggy Dogg: Smokefest 1996 Tour Video                           | 1999 | [ 53 ] |